# Punta Del Medio
Punta Del Medio (von spanisch medio ‚mittig, zur Hälfte‘) ist eine Landspitze im Norden der Livingston-Insel im Archipel der Südlichen Shetlandinseln. Auf der Ostseite des Kap Shirreff, dem nördlichen Ausläufer der Johannes-Paul-II.-Halbinsel, liegt sie zwischen dem Playa Marko im Norden und dem Playa Larga im Süden.
Wissenschaftler der 45. Chilenischen Antarktisexpedition (1990–1991) benannten sie so, weil sie beide Strände annähernd symmetrisch voneinander trennt.